# 그네 (프라고나르)
《그네》(프랑스어: L'Escarpolette, 영어: The Swing) 또는 《그네라는 행복한 사건》(프랑스어: Les Hasards heureux de l'escarpolette, 영어: The Happy Accidents of the Swing)은 프랑스의 화가 장오노레 프라고나르의 18세기 유화 작품이다. 이 작품은 프라고나르의 가장 대표적인 작품으로 알려졌으며 로코코 시대의 걸작 중 하나로 여겨진다. 현재 런던의 월리스 컬렉션에 소장되어 있다.

## 설명
이 작품은 우아하게 옷을 입은 젊은 여성이 나무에 걸린 그네를 타고 있는 모습을 묘사하고 있다. 그네를 탄 여성은 베르제르 모자(양치기 모자)를 쓰고 있으며, 왼발을 뻗어 분홍신을 던지고 있다. 좌측 아래에는 덤불 속의 미소 띤 젊은 남자가 모자를 손에 든 채 그녀의 펄럭이는 드레스를 가리키고 있다. 우측에는 그림자에 거의 가려진 상태로 웃는 얼굴의 나이든 남자가 밧줄로 그네를 밀고 있고, 옆에는 작은 흰 개가 그녀를 보며 짖고 있는 듯하다. 그림 속에는 두 개의 조각상이 있는데, 하나는 왼쪽의 젊은 남성 위에서 입술 앞에 손가락을 대고 지켜보는 푸토 동상이고, 다른 하나는 우측의 노인 옆에 있는 두 명의 푸토 동상이다.
프랑스의 극작가 샤를 콜레(1709~1783)의 회고록에 따르면 궁정의 한 신하(homme de la cour)가 가브리엘프랑수아 두아이앙에게 먼저 그와 그의 여주인의 그림을 그려 달라고 요청했다고 한다. 그러나 두아이앙은 이 사소한 작업을 그리고 싶지 않아 프라고나르에게 그림 의뢰를 넘겼다. 그 신하는 자신의 여주인이 탄 그네를 주교가 밀고 있는 초상화를 요청했지만, 프라고나르는 주교가 아닌 평신도를 그렸다.
이러한 "사소한" 회화 스타일은 인간의 고귀함을 나타내는 보다 진지한 예술을 요구했던 계몽주의 철학자들의 표적이 되었다.
박물관에서 제공하는 전용 디지털 자료는 보존 과정에서 드러난 내용, 그림의 핵심 주제 및 현대 문화에서의 반향에 대해 더 많은 것을 보여준다.

## 보존
《그네》는 자연스러운 노화로 인해 손상된 부분을 복원하기 위해 2021년 8월부터 11월까지 섬세한 보존 처리 과정을 거쳤다. 그 중요성 때문에 이 작품은 대중에 거의 공개되지 않았으며, 혹시 모를 손상을 막기 위해 100년이 넘도록 청소되지 않았다. 그 결과, 페인트 표면은 심하게 황변된 니스로 인해 가려졌고, 오래된 리터치가 눈에 띄게 되었다.

## 주요 모조품
《그네》를 모사한 대표적인 두 그림이 있는데, 두 그림 모두 프라고나르가 그린 그림이 아니다.
- 한때 로스차일드가의 에드몽 제임스 드 로스차일드가 소유했던 한 사본에는[9] 파란색 드레스를 입은 여성이 묘사되어 있다.[10]
- 다른 하나는 56 × 46 cm의 더 작은 버전으로, 쥘 드 폴리냐크 공작이 소유했었다.[9] 이후 이 그림은 1930년 피에르 드 폴리냐크(1895-1964)가 발랑티누아 공작부인 샤를로트(1898-1977)와 결혼하면서 그리말디 가문의 소유가 되었다. 1966년 Grimaldi & Labeyrie 컬렉션은 이를 베르사유에 기증했고 현재 프라고나르의 작업장에 기인한 랑비네 박물관에 전시되어 있다.[11]

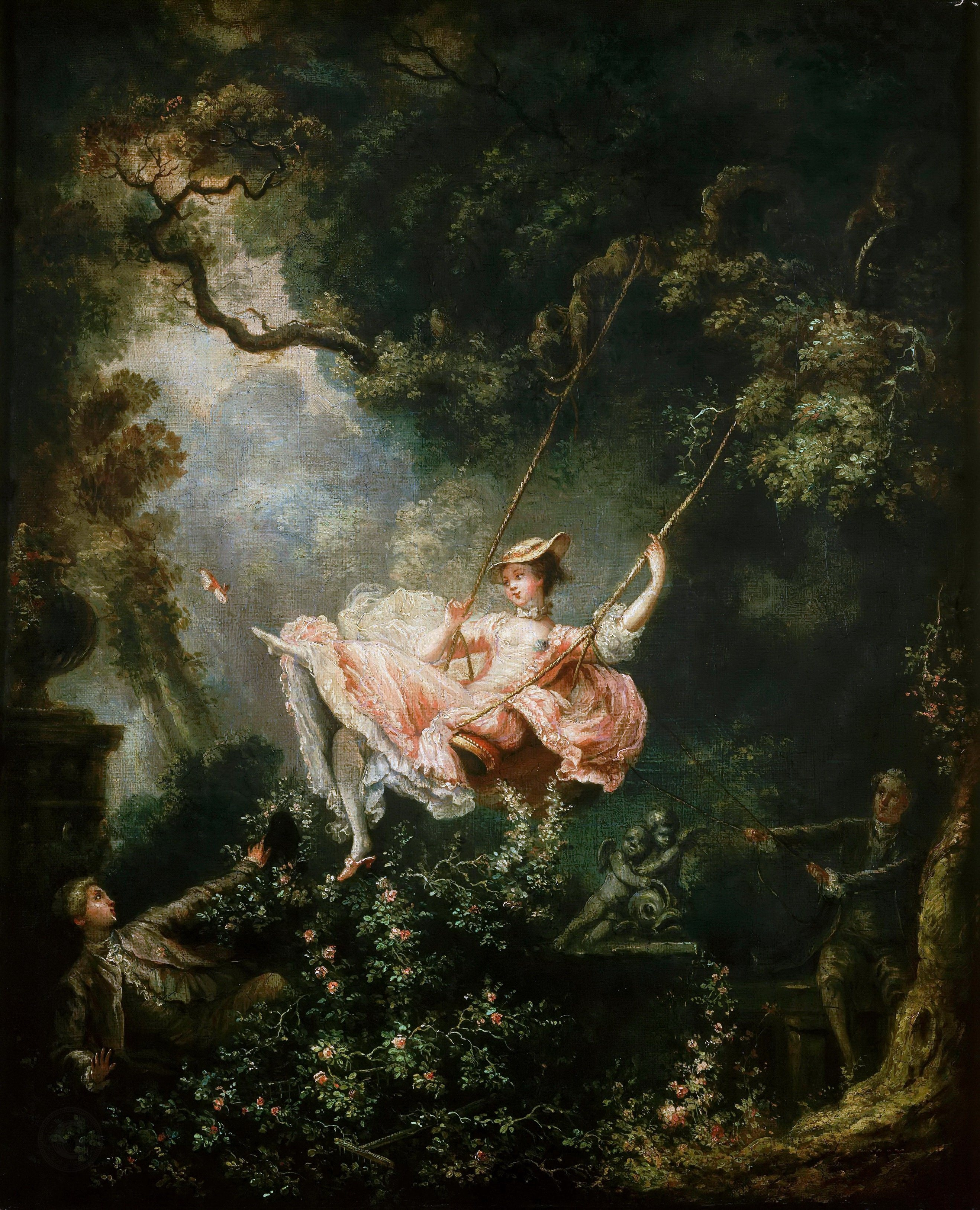
베르사유의 랑비네 박물관에 소장되어 있는 《그네》를 모사한 작품

## 파생 작품 및 영향
- 1782: Les Hazards Heureux de l'Escarpolettes, fr:Nicolas de Launay (1739-1792)의 에칭 및 조각, 62.3 × 45.5 센티미터(24+5⁄8 ×17+7⁄8 인치).[12] 원본 작품과는 달리 이 작품 속 여인은 오른쪽을 바라보고 있으며 모자에는 깃털 장식이 달려 있는데(그 외에도 여러 가지 차이점이 있음) 이는 이 그림이 에드몽 제임스 드 로스차일드가 소유했던 모조품을 본떠 그려졌기 때문이다.
- 1920: 윌리엄 카를로스 윌리엄스의 시 "여인의 초상화"는 프라고나르의 작품, 특히 《그네》를 언급하고 있다고 여겨진다.[13]
- 1972: 미국의 락밴드 리틀 피트의 앨범 'Sailin' Shoes'에는 프라고나르의 작품을 암시하는 Neon Park의 표지 아트워크가 실려 있다.[14]
- 1999: Susan Stroman과 John Weidman의 발레 Contact: The Musical의 첫 번째 막은 이 그림에 대한 "접촉 즉흥 연기"로 설명된다.[15]
- 2001: 영국의 예술가 잉카 쇼니바레는 프라고나르의 《그네》 속 여성을 아프리카 직물로 만든 옷을 입고 있고 머리가 없는 실물 크기로 재현한 설치 미술 작품인 《The Swing》을 제작했다.[16]
- 2013: 디즈니의 애니메이션 영화 《겨울왕국》에서는 주인공 안나가 미술관에서 〈For the First Time in Forever〉라는 노래를 부르는 장면에서 프라고나르의 《그네》가 등장하며 안나는 그 그림 앞에서 그네를 타는 포즈를 똑같이 취한다.[17]
- 2022: 레드벨벳의 〈Feel My Rhythm〉 뮤직비디오 초반에 아이린이 《그네》 속 여인을 오마주하여 그네를 타는 장면이 나온다.
- 2022: HBO 맥스의 TV 시리즈 《할리 퀸》의 시즌 3 홍보 포스터는 《그네》를 오마주하여 할리 퀸과 포이즌 아이비가 함께 그네를 타고 있으며 배경에는 시리즈 속 다른 캐릭터들이 그려졌다.[18]

## 참고 문헌
- John Ingamells, Wallace Collection, Catalogue of Pictures, Vol III, 1815년 이전의 프랑스, Wallace Collection, 1989, ISBN 0-900785-35-7
- Farber, Allen (2006년 4월 5일). “Fragonard's The Happy Accidents of the Swing”. State University of New York at Oneonta. 2009년 1월 18일에 확인함.